# Singakademie Frankfurt (Oder)
Die Singakademie Frankfurt (Oder) wurde 1975 wieder gegründet und gehört zu den herausragenden künstlerischen Vereinigungen der Stadt Frankfurt (Oder). Ihre Wurzeln reichen zurück bis zum Jahr 1815, als eine Chorvereinigung mit der Bezeichnung „Singegesellschaft in Frankfurt a. d. Oder“ gegründet wurde, die sich 1870 in „Singakademie“ umbenannte und bis Februar 1945 existierte.
Von Mai 1945 bis 1974 lebte die Tradition dieser Singakademie im Volkschor Frankfurt (Oder) weiter, der, 1975 aufgelöst, mit seiner Mitgliederschaft in die neu belebte Singakademie Frankfurt (Oder) aufgenommen wurde, die die Chorarbeit weiterführte, bald ergänzt um Kinder-, Knaben- und Spatzenchor. Zusätzlich entwickelte sich im Laufe der Jahre ein Kammerchor und ein Vokalquartett.
Heimstätte der Singakademie ist die Konzerthalle Carl Philipp Emanuel Bach Frankfurt (Oder), eine ehemalige Franziskanerkirche aus dem 13. Jahrhundert.
Die Chöre der Singakademie sind in der Region sehr bekannt, gestalten in und um Frankfurt (Oder) sowie im Nachbarland Polen eine große Anzahl von Konzerten. Die Singakademie gastierte bereits in der Berliner Philharmonie, im Berliner Konzerthaus, im Bremer Dom sowie dem Petersdom in Rom. Bei nationalen und internationalen Wettbewerben konnten die Chöre der Singakademie Frankfurt (Oder) verschiedene Preise erringen. Die Kritik charakterisierte den Großen Chor der Singakademie Frankfurt (Oder) als das „chorische Aushängeschild des Landes Brandenburg“. Der Chor arbeitet mit renommierten Ensembles wie der Stettiner Mieczysław Karłowicz-Philharmonie, der Pommerschen Staatsphilharmonie Bydgoszcz, dem Kammerorchester Carl Philipp Emanuel Bach und dem Brandenburgischen Staatsorchester Frankfurt zusammen. 1998 wurde die Singakademie Frankfurt (Oder) mit der Zelter-Plakette ausgezeichnet.
Neben Konzertreisen, u. a. nach Berlin, Bremen, Heilbronn, Stettin, Budapest, Mailand, Rom, Thessaloniki und in die baltischen Staaten ist der Große Chor der Singakademie innerhalb der Musikfesttage an der Oder, den „Ost-West“ Musikfesttagen in Zielona Góra (Grünberg) und den Musikfesttagen in Bydgoszcz (Bromberg) ein gefragter Gast.
1997 produzierte der Große Chor der Singakademie zwei anspruchsvolle Chorwerke auf CD: Antonín Dvořáks Messe in D-Dur, op. 86 und Sieben Chöre zur Liturgie des Heiligen Johannes Chrysostomus, op. 41 von Peter Tschaikowsky.
Direktor der Chorvereinigung und künstlerischer Leiter ist seit 1986 der Dirigent Rudolf Tiersch.
Der Knabenchor der Singakademie wurde 1981 vom heutigen Dirigenten Jürgen Hintze gegründet. Reisen führten den Chor unter anderen nach Russland, Frankreich, Weißrussland, Litauen, Spanien, USA, England, Finnland und Italien. Ebenso kann der Chor auf einige CD-Produktionen verweisen.